# 索爾茲伯里 (英國國會選區)
索爾茲伯里（英語：Salisbury），英國國會一郡選區，位於英格蘭西南部威爾特郡東南部，包括索爾茲伯里區東部。
創設於1295年，原為應選兩席的自治市選區。1885年改為應選一席，1918年改為郡選區至今。1924年以來一直支持保守黨。2010年大選中約翰·格倫在本區以46.9%選票首次當選，繼承了羅伯特·基的議席。